# Пиемонте (бронепалубен крайцер)
Пиемонте (на италиански: Piemonte) е бронепалубен крайцер на италианския флот от края на 19 век. Принадлежи към така наречените „Елсуикски крайцери“, строени за износ от британската компания „Армстронг“. Построен е в единствен екземпляр. В италианския флот е класифициран като „таранно-торпеден кораб“ (на италиански: Ariete-torpediniere). Първият в света крайцер, въоръжен със скорострелна артилерия среден калибър.

## Проектиране и строеж
„Пиемонте“ е проектиран от главния конструктор на фирмата „Армстронг“, Филип Уотс. В основата на проекта е заложен крайцерът „Догали“, конструиран от Уилям Уайт и построен от компанията за флота на Гърция, но закупен от Италия. За командването на италианския флот, стремящо се да възроди своите ВМС, които по това време са доста ограничени, както във финансово, така и в технологично отношение, този крайцер се оказва привлекателен по критериите стойност/мощ. Пред Уотс е поставена задачата за създаването на бърз и силно въоръжен крайцер с минимална възможна водоизместимост.